# Liste des centrales électriques autrichiennes
La page suivante répertorie l'ensemble des centrales électriques d'Autriche.

## Centrales hydroélectriques
L'Autriche compte de nombreuses centrales hydroélectriques. Le tableau présente les centrales hydroélectriques dont la puissance installée est supérieure à 100 MW.

### Centrales hydroélectrique avec réservoir
| Rang | Nom                           | Puissance en MW | Énergie annuelle en millions de kWh | Facteur d'utilisation | Hauteur de chute en m | Débit en m³/s | Année de mise en service | Région     | Exploitant             |
| ---- | ----------------------------- | --------------- | ----------------------------------- | --------------------- | --------------------- | ------------- | ------------------------ | ---------- | ---------------------- |
| 1    | Malta-Hauptstufe *            | 730,0           | 715,0                               | 12 %                  | 1106                  | 80,0          | 1979                     | Carinthie  | VERBUND Hydro Power AG |
| 2    | Kopswerk II *                 | 525,0           | –                                   | –                     | 818                   | 78            | 2008                     | Vorarlberg | illwerke vkw AG        |
| 3    | Silz                          | 500,0           | 531 **)                             | 11 %                  | 1238–1257             | 48,0          | 1981                     | Tyrol      | Tiroler Wasserkraft AG |
| 4    | Kaprun Oberstufe Limberg II * | 480,0           | –                                   | –                     | 365                   | 144,0         | 2011/2012                | Salzbourg  | VERBUND Hydro Power AG |
| 5    | Reißeck II *                  | 430,0           | –                                   | –                     | env. 615              | 80,0          | 2016                     | Carinthie  | VERBUND Hydro Power AG |
| 6    | Kaunertal                     | 392,0           | 661,0                               | 19 %                  | 793–895               | –             | 1964                     | Tyrol      | Tiroler Wasserkraft AG |
| 7    | Häusling *                    | 360,0           | 179,4                               | 6 %                   | 696                   | 65,0          | 1988                     | Tyrol      | VERBUND Hydro Power AG |
| 8    | Obervermuntwerk II *)         | 360,0           | –                                   | –                     | max. 311,2            | 150           | 2019                     | Vorarlberg | illwerke vkw AG        |
| 9    | Mayrhofen                     | 345,0           | 671,2                               | 22 %                  | 470                   | 92,0          | 1977                     | Tyrol      | VERBUND Hydro Power AG |
| 10   | Kühtai *                      | 289,0           | 531 **)                             | 4 %                   | 319–440               | 80,0          | 1981                     | Tyrol      | Tiroler Wasserkraft AG |
| 11   | Lünerseewerk *                | 280,0           | 371,0                               | 18 %                  | 974                   | 27,6          | 1958                     | Vorarlberg | illwerke vkw AG        |
| 12   | Rodundwerk II *               | 276,0           | 486,0                               | 20 %                  | 354                   | 87,0          | 1976                     | Vorarlberg | illwerke vkw AG        |
| 13   | Kopswerk I                    | 247,0           | 392,0                               | 18 %                  | 780                   | 36,0          | 1969                     | Vorarlberg | illwerke vkw AG        |
| 14   | Roßhag *                      | 231,0           | 312,0                               | 15 %                  | 630                   | 52,0          | 1972                     | Tyrol      | VERBUND Hydro Power AG |
| 15   | Kaprun Hauptstufe             | 220,0           | 499,0                               | 26 %                  | 858                   | 32,5          | 1952                     | Salzbourg  | VERBUND Hydro Power AG |
| 16   | Rodundwerk I *                | 198,0           | 322,0                               | 19 %                  | env. 350              | 36,0          | 1952                     | Vorarlberg | illwerke vkw AG        |
| 17   | Vermuntwerk                   | 156,0           | 260,0                               | 19 %                  | 713                   | 26,0          | 1931                     | Vorarlberg | illwerke vkw AG        |
| 18   | Feldsee *                     | 140,0           | 300,0                               | –                     | 524                   | –             | 2011                     | Carinthie  | KELAG                  |
| 19   | Malta-Oberstufe *             | 120,0           | 76,0                                | 7 %                   | 198                   | 70,0          | 1992                     | Carinthie  | VERBUND Hydro Power AG |
| 20   | Schwarzach                    | 120,0           | 482,3                               | 46 %                  | 139                   | 107,0         | 1959                     | Salzbourg  | VERBUND Hydro Power AG |
| 21   | Kaprun Oberstufe Limberg *    | 112,8           | 166,1                               | 17 %                  | 365                   | 36,0          | 1955                     | Salzbourg  | VERBUND Hydro Power AG |
| 22   | Innerfragant I *              | 108,0           | 82,0                                | 9 %                   | 1185                  | 10,1          | –                        | Carinthie  | KELAG                  |
| 23   | Innerfragant II *             | 100,0           | 93,0                                | 11 %                  | 409                   | 15,9          | –                        | Carinthie  | KELAG                  |

* Centrales de pompage-turbinage
** Capacité de production du groupe Sellrain-Silz

### Centrales électriques au fil de l'eau
| Rang | Nom                    | Puissance en MW | Énergie annuelle en millions de kWh | Facteur d'utilisation | Débit en m³/s | Longueur de retenue en km | Année de mise en service | Rivière | Région                | Exploitant               |
| ---- | ---------------------- | --------------- | ----------------------------------- | --------------------- | ------------- | ------------------------- | ------------------------ | ------- | --------------------- | ------------------------ |
| 1    | Altenwörth,            | 328,0           | 1.967,6                             | 68 %                  | 2.700         | 30,0                      | 1976                     | Danube  | Basse-Autriche        | VERBUND Hydro Power GmbH |
| 2    | Aschach,               | 324,0           | 1.662,0                             | 64 %                  | 2.496         | 40,0                      | 1964, 2010               | Danube  | Haute-Autriche        | VERBUND Hydro Power GmbH |
| 3    | Greifenstein,          | 293,0           | 1.717,3                             | 67 %                  | 3.150         | 31,0                      | 1985                     | Danube  | Basse-Autriche        | VERBUND Hydro Power GmbH |
| 4    | Ybbs-Persenbeug,       | 236,5           | 1.335,9                             | 64 %                  | 2.650         | 34,0                      | 1959                     | Danube  | Basse-Autriche        | VERBUND Hydro Power GmbH |
| 5    | Wallsee-Mitterkirchen, | 210,0           | 1.318,8                             | 72 %                  | 2.700         | 25,0                      | 1968                     | Danube  | Basse-/Haute-Autriche | VERBUND Hydro Power GmbH |
| 6    | Melk,                  | 187,0           | 1.221,6                             | 75 %                  | 2.700         | 22,5                      | 1982                     | Danube  | Basse-Autriche        | VERBUND Hydro Power GmbH |
| 7    | Ottensheim-Wilhering,  | 179,0           | 1.134,9                             | 72 %                  | 2.250         | 16,0                      | 1974                     | Danube  | Haute-Autriche        | VERBUND Hydro Power GmbH |
| 8    | Freudenau,             | 172,0           | 1.052,0                             | 70 %                  | 3.000         | 28,0                      | 1998                     | Danube  | Vienne                | VERBUND Hydro Power GmbH |
| 9    | Abwinden-Asten,        | 168,0           | 995,7                               | 68 %                  | 2.475         | 27,0                      | 1979                     | Danube  | Haute-Autriche        | VERBUND Hydro Power GmbH |
| 10   | Jochenstein,           | 132,0           | 850,0                               | 73 %                  | 2.050         | 27,0                      | 1956                     | Danube  | Haute-Autriche        | Grenzkraftwerke GmbH     |

## Éoliennes
Fin 2023, la capacité totale installée des éoliennes autrichiennes était de 3 885 MW. Les représentations précédentes datent de 2016 : 2 632 MW , 2017 : 2 828 MW , 2018 : 3 045 MW, 2019 : 3 159 MW , 2020 : 3 120 MW (moins que l'année précédente en raison de coupures) , 2021 : 3 300 MW  et 2022 : 3 586 MW  . En 2023, l’énergie éolienne a fourni 14 % de la demande d'électricité autrichienne (2019 : 13 % , 2020 : 12 % , 2021 : 11 % , 2022 : 12 % ).
| Nom                          | Puissance nominale (MW) | Énergie produite (GWh/an) | Facteur de charge (%) | Nombre d'éoliennes | Surface totale des rotors (m²) | Hauteur des mâts (m) | Année de mise en service | Région     | Exploitant                                            |
| ---------------------------- | ----------------------- | ------------------------- | --------------------- | ------------------ | ------------------------------ | -------------------- | ------------------------ | ---------- | ----------------------------------------------------- |
| Andau/Halbturn               | 237,0                   | 552,8                     | 26,6                  | 79                 | -                              | 135                  | 2014                     | Burgenland | Energie Burgenland Windkraft GmbH ImWind Püspök Group |
| Neusiedl am See              | 79,2                    | 96,0                      | 14                    | 44                 | 55 264                         | 100                  | 2003                     | Burgenland | Energie Burgenland Windkraft GmbH                     |
| Mönchhof/Halbturn            | 51,0                    | -                         | -                     | 17                 | -                              | -                    | -                        | Burgenland | Energie Burgenland Windkraft GmbH                     |
| Weiden am See                | 46,8                    | 70,0                      | 20                    | 26                 | 84 623                         | 86                   | 2003                     | Burgenland | Energie Burgenland Windkraft GmbH                     |
| Windpark Pretul, Pretulalpe  | 42,0                    | 88,0                      | -                     | 14                 | 73 932                         | 78                   | 2016                     | Styrie     | Österreichische Bundesforste                          |
| Parndorf III                 | 41,4                    | 85,0                      | 23                    | 23                 | 88 470                         | 100                  | 2004                     | Burgenland | Energie Burgenland Windkraft GmbH                     |
| Steinriegel                  | 38,3                    | 32,0                      | 23                    | 21                 | 30 019                         | 60                   | 2005/2014                | Styrie     | Windnet Windkraftanlagenbetriebs GmbH & Co KG         |
| Andau                        | 36,0                    | -                         | -                     | 12                 | -                              | -                    | -                        | Burgenland | Energie Burgenland Windkraft GmbH                     |
| Kittsee                      | 35,4                    | 44,0                      | 23                    | 18                 | 46 158                         | 100                  | -                        | Burgenland | Energie Burgenland Windkraft GmbH                     |
| Oberzeiring (Tauernwindpark) | 32,05                   | 75,0                      | 27                    | 10                 | 41 052                         | 106                  | 2002/2019                | Styrie     | Tauernwind GmbH                                       |

## Centrales thermiques fossiles
| Nom                                    | Puissance électrique (MWel) | Puissance thermique (MWth) | Énergie produite (Mio. kWh/an)    | Source d'énergie                           | Année de mise en service | Région         | Exploitant                         |
| -------------------------------------- | --------------------------- | -------------------------- | --------------------------------- | ------------------------------------------ | ------------------------ | -------------- | ---------------------------------- |
| Gas- und Dampfkraftwerk Mellach        | 832                         | 400                        | 4 980                             | Erdgas                                     | 2012                     | Styrie         | VERBUND Thermal Power GmbH & Co KG |
| Kraftwerk Theiß                        | 775                         | -                          | -                                 | Erdgas, Heizöl S                           | 1974                     | Basse-Autriche | EVN AG                             |
| Kraftwerk Simmering 1                  | 700                         | 450                        | -                                 | Erdgas                                     | 2009                     | Vienne         | Wien Energie                       |
| Gas- und Dampfkraftwerk Timelkam       | 405                         | -                          | 2 000                             | Erdgas                                     | 2008                     | Haute-Autriche | Energie AG OÖ                      |
| Kraftwerk Simmering 3                  | 365                         | 350                        | -                                 | Erdgas, Heizöl S                           | 1992                     | Vienne         | Wien Energie                       |
| Kraftwerk Dürnrohr 2                   | 352                         | -                          | -                                 | Steinkohle (jusqu'au 2 août 2019), Erdgas  | 1986                     | Basse-Autriche | EVN AG                             |
| Dampfkraftwerk Donaustadt 3            | 347                         | 250                        | -                                 | Erdgas                                     | 2001                     | Vienne         | Wien Energie                       |
| Kraftwerk voestalpine Linz             | 267                         | -                          | 1 750                             | Gichtgas, Kokereigas, Erdgas               | 1941                     | Haute-Autriche | voestalpine AG                     |
| Fernheizkraftwerk Mellach              | 246                         | 230                        | -                                 | Steinkohle (jusqu'au 31 mars 2020), Erdgas | 1986                     | Styrie         | VERBUND Thermal Power GmbH & Co KG |
| Fernheizkraftwerk Linz-Mitte           | 217                         | 171                        | -                                 | Erdgas, Heizöl                             | 1970                     | Haute-Autriche | Linz AG                            |
| Fernheizkraftwerk Linz-Süd             | 171                         | 150                        | 640 Mio. kWh el / 475 Mio. kWh th | Erdgas, Heizöl (réserve)                   | 1993                     | Haute-Autriche | Linz AG                            |
| Kraftwerk Korneuburg 1                 | 154                         | -                          | -                                 | Erdgas                                     | 1958                     | Basse-Autriche | EVN AG                             |
| Heizkraftwerk der Raffinerie Schwechat | 120                         | -                          | -                                 | Produits pétroliers liquides et gazeux     | -                        | Basse-Autriche | OMV                                |
| Heizkraftwerk Salzburg Mitte           | 83,6                        | 127                        | -                                 | Erdgas                                     | 2003                     | Salzbourg      | Salzburg AG                        |
| Kraftwerk Simmering 2                  | 60                          | 150                        | -                                 | Erdgas                                     | 2009                     | Vienne         | Wien Energie                       |
| Heizkraftwerk Salzburg Nord            | 13,7                        | 49,5                       | 31 Mio. kWh el / 158 Mio. kWh th  | Erdgas, Heizöl (réserve)                   | 1972                     | Salzbourg      | Salzburg AG                        |
| Müllverbrennungsanlage Spittelau       | 6                           | 460                        | 40 Mio. kWh el / 470 Mio. kWh th  | Erdgas, Heizöl, (déchets ménagers)         | 1971                     | Vienne         | Fernwärme Wien                     |

## Centrales de cogénération biomasse
Le tableau suivant regroupe les centrales avec une puissance supérieure à 1,5 MW.
| Nom de la centrale                                                | Puissance électrique en MW | Puissance thermique en MW | Localisation                                       | Mise en service | Remarques | Exploitant                                                |
| ----------------------------------------------------------------- | -------------------------- | ------------------------- | -------------------------------------------------- | --------------- | --- | --------------------------------------------------------- |
| Centrale biomasse Simmering                                       | 16,0                       | 37,0                      | Vienne                                             |                 | Sans extraction de chaleur pour le réseau de chaleur en mode condensation : Électrique 23,4 MW | Wien Energie Bundesforste Biomassekraftwerk GmbH & Co. KG |
| Centrale biomasse Timelkam                                        | 15,0                       | 15,0                      | Timelkam                                           |                 | | Energie AG Oberösterreich                                 |
| Centrale biomasse Klagenfurt Est                                  | 10,0                       | 50,0                      | Klagenfurt                                         | 2017            | Chaleur pour Klagenfurt. Amélioration de l'efficacité thermique grâce à la condensation des fumées et une pompe à chaleur à absorption LiBr-eau. Filtre à tissus, réduction des émissions avec injection d'urée. Conçue et construite par le groupe Riegler & Zechmeister (RZ).       | Bio Energie Kärnten avec RZ                               |
| Funder Werke I & II, près de St. Veit                             | 9,0                        | 60,0                      | St. Veit a.d. Glan                                 | 1991            | Chaleur pour les processus de production, depuis 1991 fourniture de chaleur au réseau de St. Veit. Partiellement basé sur la biomasse. | FunderMax (Panneaux de fibres de bois)                    |
| Centrale biomasse Neudörfl                                        | 8,0                        | 25,0                      | Neudörfl                                           |                 | Chaleur pour les processus de production et, à partir de 2009, fourniture de chaleur pour Wiener Neustadt à EVN Wärme. | FunderMax (Panneaux de fibres de bois)                    |
| Centrale biomasse dans la centrale de chauffage urbain Linz-Mitte | 8,0                        | 21,0                      | Linz                                               |                 | Électricité et chaleur pour environ 20 000 ménages en électricité verte et environ 12 000 en chauffage biomasse. | Linz AG                                                   |
| Centrale biomasse des services publics de Kufstein                | 6,5                        | 16,0                      | Kufstein                                           |                 | Depuis octobre 2003, fourniture de 70 % des besoins en chaleur de Kufstein. | Bioenergie Kufstein GmbH                                  |
| Centrale biomasse Steyr                                           | 5,7                        | 20,0                      | Steyr, Haute-Autriche / Ramingdorf, Basse-Autriche |                 | Production de chaleur pour la région de Steyr et Ramingdorf. | Bioenergie Steyr GmbH                                     |
| Centrale biomasse Baden                                           | 5,0                        | 15,0                      | Tribuswinkel                                       |                 | Production de chaleur pour Baden à Tribuswinkel. | EVN Wärme GmbH                                            |
| Centrale biomasse Mödling                                         | 5,0                        | 15,0                      | Mödling                                            |                 | Production de chaleur pour Mödling, Maria Enzersdorf, Wiener Neudorf, Brunn am Gebirge, Vösendorf. | EVN Wärme GmbH                                            |
| Centrale biomasse Ybbs                                            | 5,0                        | 12,0                      | Ybbs                                               |                 | Production de chaleur pour le réseau de chauffage urbain de Ybbs, EVN Wärme. | Biomasse Heizkraftwerk Ybbs GmbH                          |
| Centrale biomasse Klagenfurt Nord                                 | 5,0                        | 20,0                      | Liebenfels                                         | 2018            | Chaleur pour Klagenfurt. 16 km de réseau de chaleur souterrain. Proximité d'une usine de granulés de bois. Réduction des émissions grâce à la condensation des fumées et une pompe à chaleur à absorption LiBr-eau.                                                                   | Bio Energie Kärnten, RZ                                   |
| Centrale biomasse Klagenfurt Sud                                  | 5,0                        | 15,0                      | Klagenfurt                                         | 2007            | Production de chaleur pour Klagenfurt. | Bio Energie Kärnten, RZ                                   |
| Centrale biomasse Lienz II                                        | 1,5                        | 8,7                       | Lienz                                              | 2005 (Usine II) | Production de chaleur pour Lienz, Tristach, Nußdorf-Debant. Propriétaire : TIWAG. Usine I (2001) : 2 chaudières bio-FW de 18 MW. Usine II (2005) : chaudière 8,7 MW, 1,5 MW électrique, tampon thermique de 400 m³. Nettoyage des fumées : cyclones, réduction des émissions à −5 °C. | Stadtwärme Lienz                                          |

## Centrales solaires
En 2003, une installation au sol construite à Blons (Grosse Walsertal, Vorarlberg) avec une surface de modules de 5 000 m2 (moins de 1 MW) faisait encore partie des plus grandes installations solaires d'Europe. En 2010, le Solar Campus de la société Energie AG de Haute-Autriche à Eberstalzell était encore la plus grande installation photovoltaïque d'Autriche avec un peu plus de 1 MW (production de pointe) (4,3 MW à partir de 2021). En 2011, la plus grande installation au sol d'Autriche a été construite avec 2 MW (production de pointe) sur 6 ha dans le Niedere Tauern.
Le tableau suivant regroupe les centrales solaires d'une puissance de pointe de plus de 10 MW.
| Emplacement                  | Performance de pointe (MW) | Rendement annuel (GWh) | Taille (ha) | Date de mise en service | Remarques | Opérateur                          |
| ---------------------------- | -------------------------- | ---------------------- | ----------- | ----------------------- | --- | ---------------------------------- |
| Grafenworth                  | 24,5                       | 26,7                   | 14          | 2023                    | La plus grande installation photovoltaïque flottante d'Europe centrale dans d'anciennes gravières                             | Ecowind Trading & Maintenance GmbH |
| Aéroport de Vienne Schwechat | 24                         |                        | 24          | 2022                    | Surface utilisable limitée en bordure de la zone aéroportuaire, avec 7 autres systèmes photovoltaïques générant 30 GWh par an |                                    |
| Schönkirchen                 | 15                         | 15,8                   | 20          | 2020                    | Une extension à 1 000 GWh par an est prévue d'ici 2030                                                                        | OMV                                |
| Nickelsdorf                  | 120                        |                        | 150         | 2023                    | Une extension à 120 MW de pointe est prévue en trois phases de construction d'ici 2030                                        |                                    |